# Condes (Haute-Marne)
Condes ist eine französische Gemeinde mit 293 Einwohnern (Stand: 1. Januar 2022) im Département Haute-Marne in der Region Grand Est. Sie gehört zum Arrondissement Chaumont und zum Kanton Chaumont-1. Die Einwohner werden Condois und Condoises genannt.

## Geographie
Condes liegt etwa drei Kilometer nördlich des Stadtzentrums von Chaumont am  und an der Marne und am parallel verlaufenden Canal entre Champagne et Bourgogne. Umgeben wird Condes von den Nachbargemeinden Brethenay im Norden, Treix im Osten, Chaumont im Süden sowie Jonchery im Westen.

## Bevölkerungsentwicklung
| Jahr                       | 1962 | 1968 | 1975 | 1982 | 1990 | 1999 | 2006 | 2019 |
| Einwohner                  | 212  | 237  | 244  | 293  | 325  | 284  | 271  | 298  |
| Quellen: Cassini und INSEE |      |      |      |      |      |      |      |      |

## Sehenswürdigkeiten
- Brücke über die Marne, erbaut 1833, seit 1984 als Monument historique eingeschrieben
- Kirche Saint-Vallier
- Schloss aus dem 19. Jahrhundert

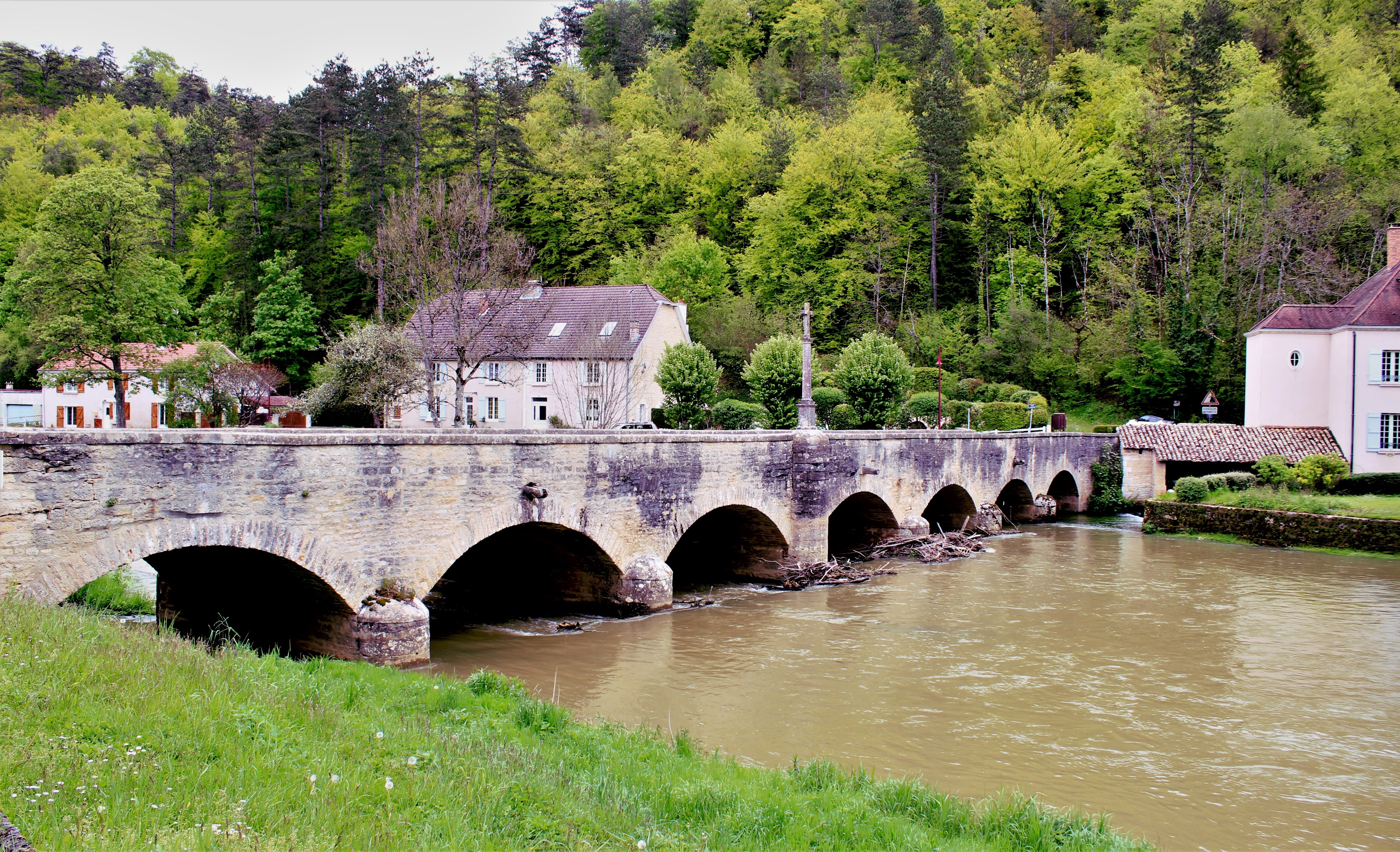
Brücke
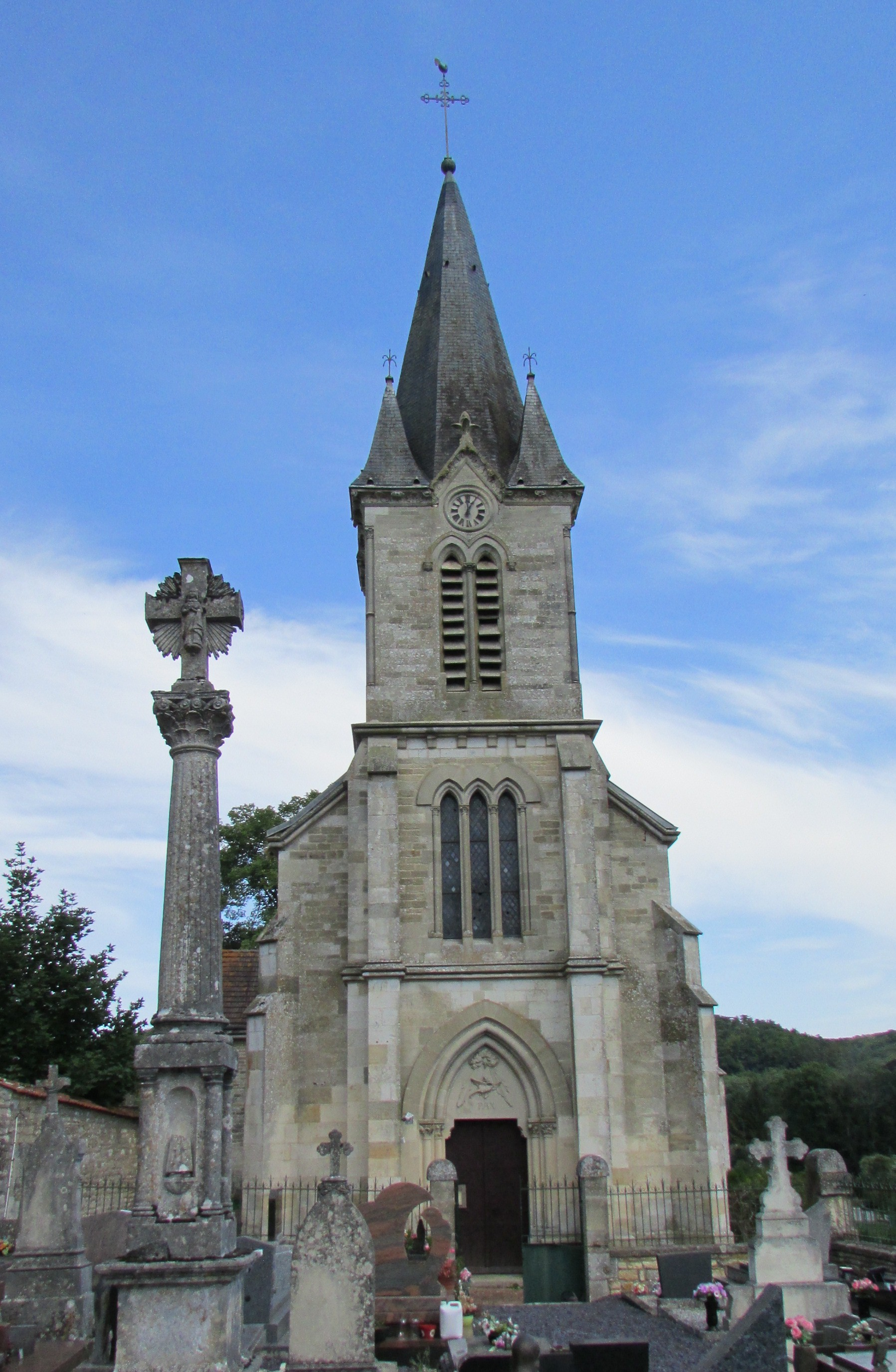
Kirche Saint-Vallier